# 宽耳蝠
宽耳蝠（学名：Barbastella leucomelas）为蝙蝠科宽耳蝠属的动物。分布于西亚，东欧，埃及，印度以及中国大陆，陕西、青海、内蒙古、云南、甘肃、四川、新疆等地，常见于树林以及家舍。该物种的模式产地在埃及西奈半岛。

## 特征
耳短且宽，两耳在前额处相联。毛长而黑，尖端为白或灰色。体长4-6厘米，尾4-5.5厘米，重6-10克。宽耳蝠是较重的飞兽，单独或成小群活动，栖息在树上或建筑物中。从秋季开始到次年春天，在洞穴中冬眠。

## 亚种
- 宽耳蝠大吉岭亚种（学名：Barbastella leucomelas darjelingensis），Hodgson于1855年命名。在中国大陆，分布于陕西、青海、云南、甘肃、四川、新疆等地。该物种的模式产地在印度。[3]